# Архиепархия Райпура
Архиепархия Райпура (лат. Archidioecesis Raipurensis) — архиепархия Римско-Католической церкви c центром в городе Райпур, Индия. В митрополию Райпура входят епархии Амбикапура, Джашпура, Райгарха. Кафедральным собором архиепархии Райпура является церковь святого Иосифа.

## История
16 января 1964 года Римский папа Павел VI издал буллу Religio vera, которой учредил апостольскую префектуру Райпура, выделив её из архиепархии Нагпура.
5 июля 1973 года Римский папа Павел VI издал буллу Quamquam Ecclesia, которой преобразовал апостольскую префектуру Райпура в епархию. В этот же день епархия Райпура вошла в митрополию Бхопала.
27 февраля 2004 года Римский папа Иоанн Павел II издал буллу Cum constet Ecclesiam, которой возвёл епархию Райпура в ранг архиепархии.

## Ординарии архиепархии
- епископ John A. Weidner (17.01.1964 — 1973);
- епископ John A. Weidner (8.02.1974 — 17.08.1974) — апостольский администратор;
- епископ Francis Werner Hunold (1974—1984) — апостольский администратор;
- епископ Philip Ekka (20.10.1984 — 15.02.1991);
- архиепископ Joseph Augustine Charanakunnel (21.11.1992 — по настоящее время).

## Источник
- Annuario Pontificio, Libreria Editrice Vaticana, Città del Vaticano, 2003, ISBN 88-209-7422-3
- Булла Religio vera Архивная копия от 3 февраля 2014 на Wayback Machine  (лат.)
- Булла Quamquam Ecclesia Архивная копия от 7 июня 2019 на Wayback Machine, AAS 66 (1974), стр. 312  (лат.)
- Булла Cum constet Ecclesiam Архивная копия от 18 мая 2014 на Wayback Machine  (лат.)